# Praça Paris
A Praça Paris é um logradouro do bairro da Glória, na cidade do Rio de Janeiro, no Brasil.
Foi construída em 1926 com projeto do urbanista francês Alfred Agache durante a gestão do prefeito Antônio Prado Júnior.
Esse projeto reproduzia o traçado de um típico jardim parisiense da época, abrigando em seus espaços grande número de amendoeiras de grande porte, além de obras de arte e esculturas.
A praça foi erguida sobre um aterro. Em princípio, ia das avenidas Rio Branco
e Beira Mar até a rua da Glória. Posteriormente, foi encurtada para dar lugar à praça Marechal Deodoro da Fonseca. A praça foi concebida como uma joia da belle époque: construída sob a gestão do prefeito Antônio Prado Júnior,
entre 1926 e 1930, período em que o Rio de Janeiro ainda era a capital do País.
Na época da construção do metrô, a praça foi completamente destruída. Ela foi restaurada e reinaugurada em 1992, quando foi cercada por grades, visando à sua preservação.
É um local muito procurado por desportistas e caminhantes. Favorece o treinamento de corrida devido ao piso de terra batida. Conta com policiamento da guarda municipal e policia militar durante o dia e a noite.

## Esculturas

### Busto deAlfredo Agache
A obra do escultor Heitor Usai foi uma homenagem à Alfredo Agache feita pela Associação dos Artistas Brasileiros, pelo Clube de Engenharia e pelo Comitê Nacional de Urbanismo em 1992. Tendo sido autor do projeto da Praça Paris, nada mais conveniente que seu busto tenha sido alocado em meio à sua criação.

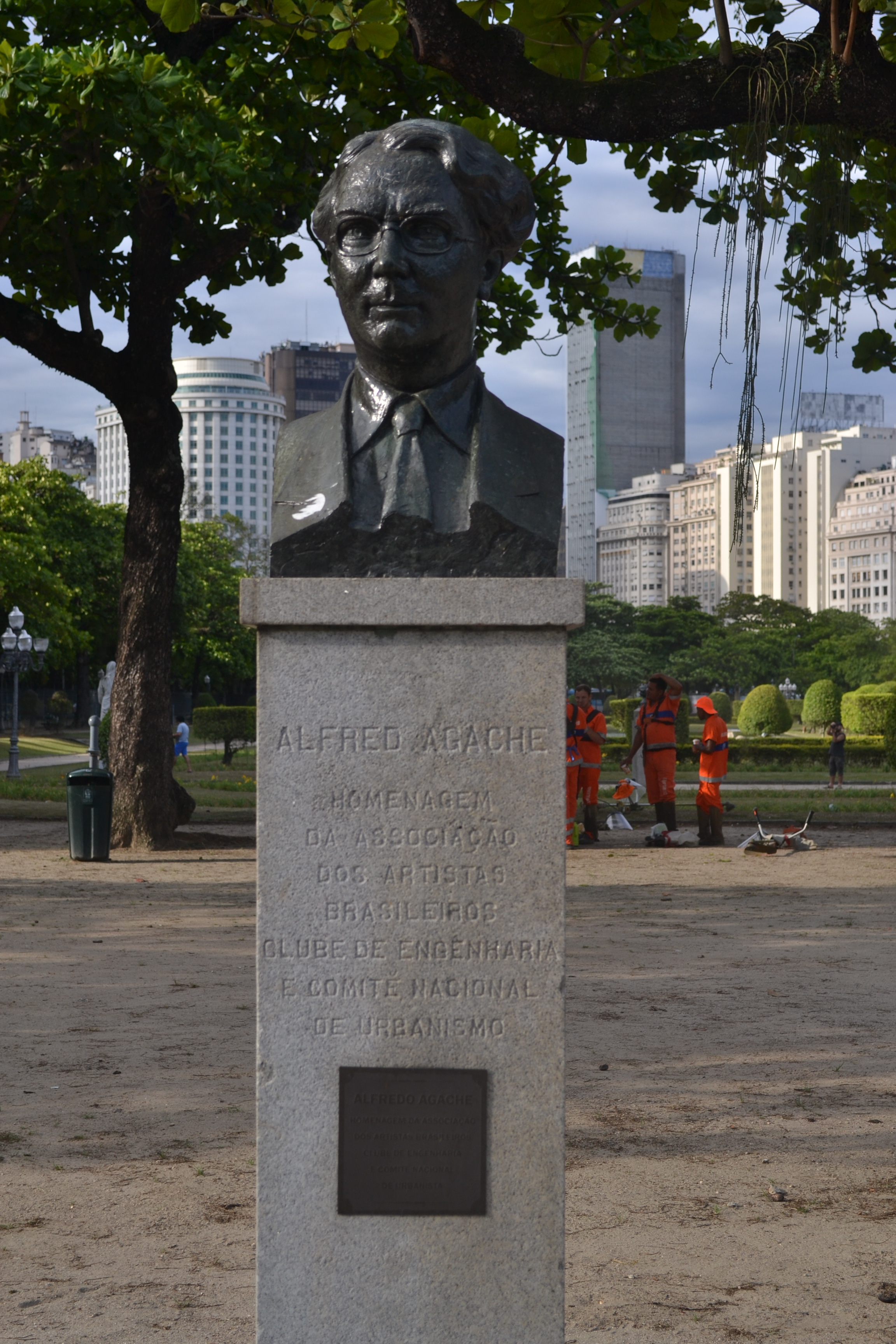
Busto de Alfred Agache

### Monumento aAdolfo Varnhagen
Inaugurado em 21 de outubro de 1938, este monumento foi erguido em celebração ao centenário da fundação do Instituto Histórico e Geográfico Brasileiro, no qual Adolfo Varnhagem foi primeiro-secretário. É de autoria do escultor José Otávio Correia Lima.

### Monumento aoAlmirante Barroso
Esta escultura de José Otávio Correia de Lima foi inaugurada na Praça Luís de Camões em 19 de novembro de 1909. Com as obras do Metrô, o monumento foi transferido para a Praça Paris, onde permaneceu desde então. Possui as seguintes legendas: “Riachuelo XI de junho de MDCCCLXV” e “Ao Almirante Barroso a nação”. Na base no monumento estão seus restos mortais.

### Estações do ano em mármore de carrara
Há, na Praça Paris, quatro esculturas feitas de mármore de Carrara que representam as quatro estações do ano: Verão, Outono, Inverno e Primavera. As esculturas se encontram na praça desde sua fundação e foram baseadas em esculturas que se encontram no Jardim de Versalhes, na França, nomeadas Circe de Laurent Magnier e Winter de Jean Baptiste Theodon.

### Busto deVera Janacopulos
O monumento de Vera Janacópulos foi feito entre os anos de 1957/58 por sua irmã, Adriana Janacópulos, com o fim de prestar uma homenagem.
A escultora Adriana Janacópulos foi educada na Europa e começou sua carreira como escultora em Paris, participando de vários salões dos anos 1920. Voltou ao Brasil em 1932 vivendo no Rio de Janeiro. Reconhecida pelos renovadores cariocas, executou alguns monumentos marcantes. No fim da era Vargas, dedicou-se a monumentos menores, isolando-se até ser esquecida.

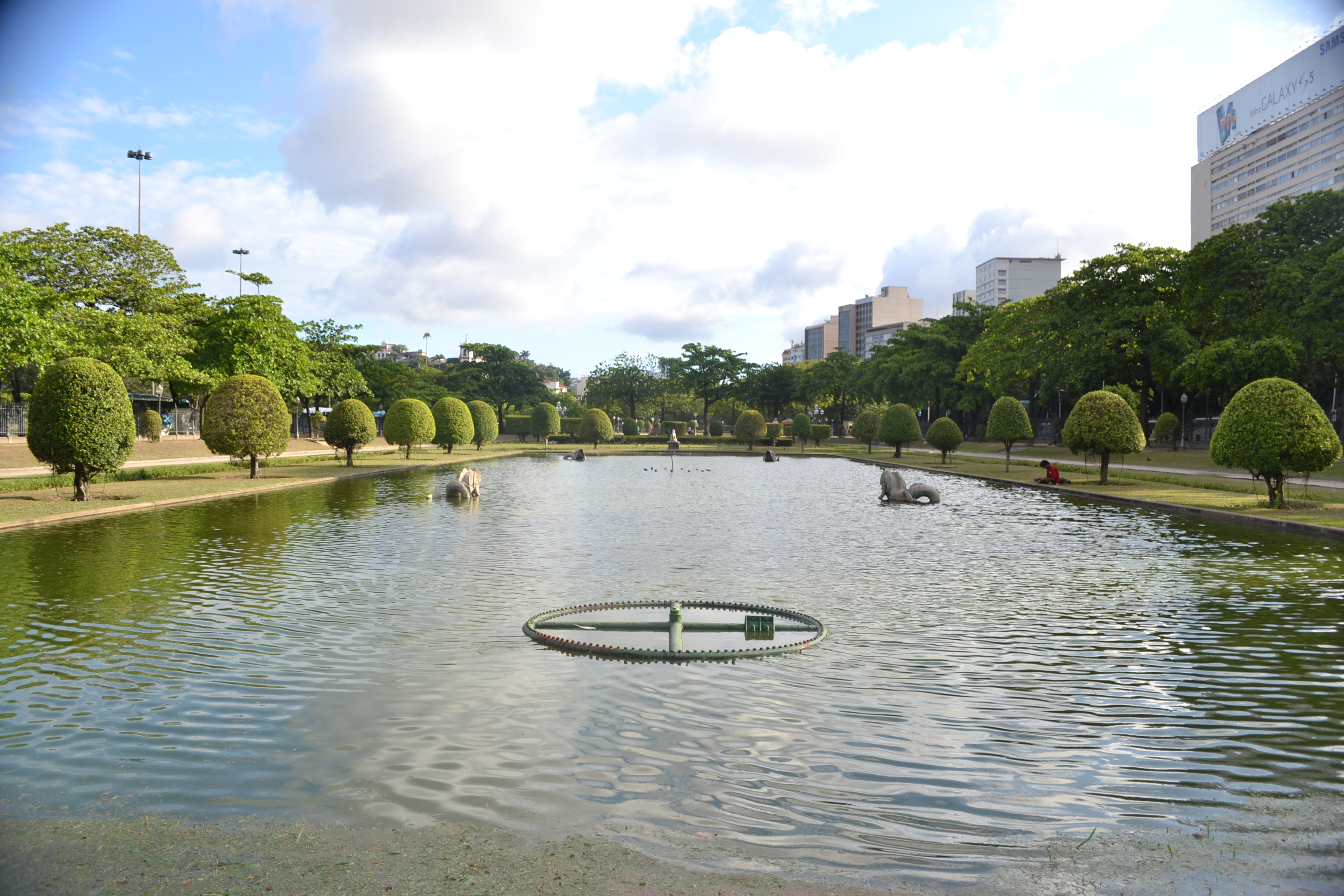
Chafariz

Vera Janacópulos foi uma importante intérprete de câmara. Cantou pela primeira vez em 1914, em um concerto do barítono brasileiro Carlos Carvalho. Durante a Primeira Guerra, apresentou-se em concertos de caridade. Em 1940, já fazia apresentações pela Europa, América e Oceania. A partir de então, dedicou-se ao o magistério artístico.

### Chafariz
O Chafariz de 1600 metros quadrados foi inaugurado em 1929, como um projeto do urbanista francês Donalt-Alfred Agache. O monumento ficou fechado por sete anos, e foi re-inaugurado em Outubro de 2010. O local foi totalmente esvaziado para limpeza e manutenção, foram consertadas rachaduras e infiltrações no revestimento interno e foram instaladas novas bombas submersas e uma nova tubulação de jorro – que havia sido roubado -, fazendo com que o jorro central atingisse a altura alcançada em sua inauguração: 15 metros. O Chafariz e seus quatro golfinhos, como todo o restante da praça, foi inspirado no Jardim de Versalles, na França, que também possui um chafariz elaborado pelo mesmo paisagista, André Le Nôtre.

### Felinos em mármore de carrara

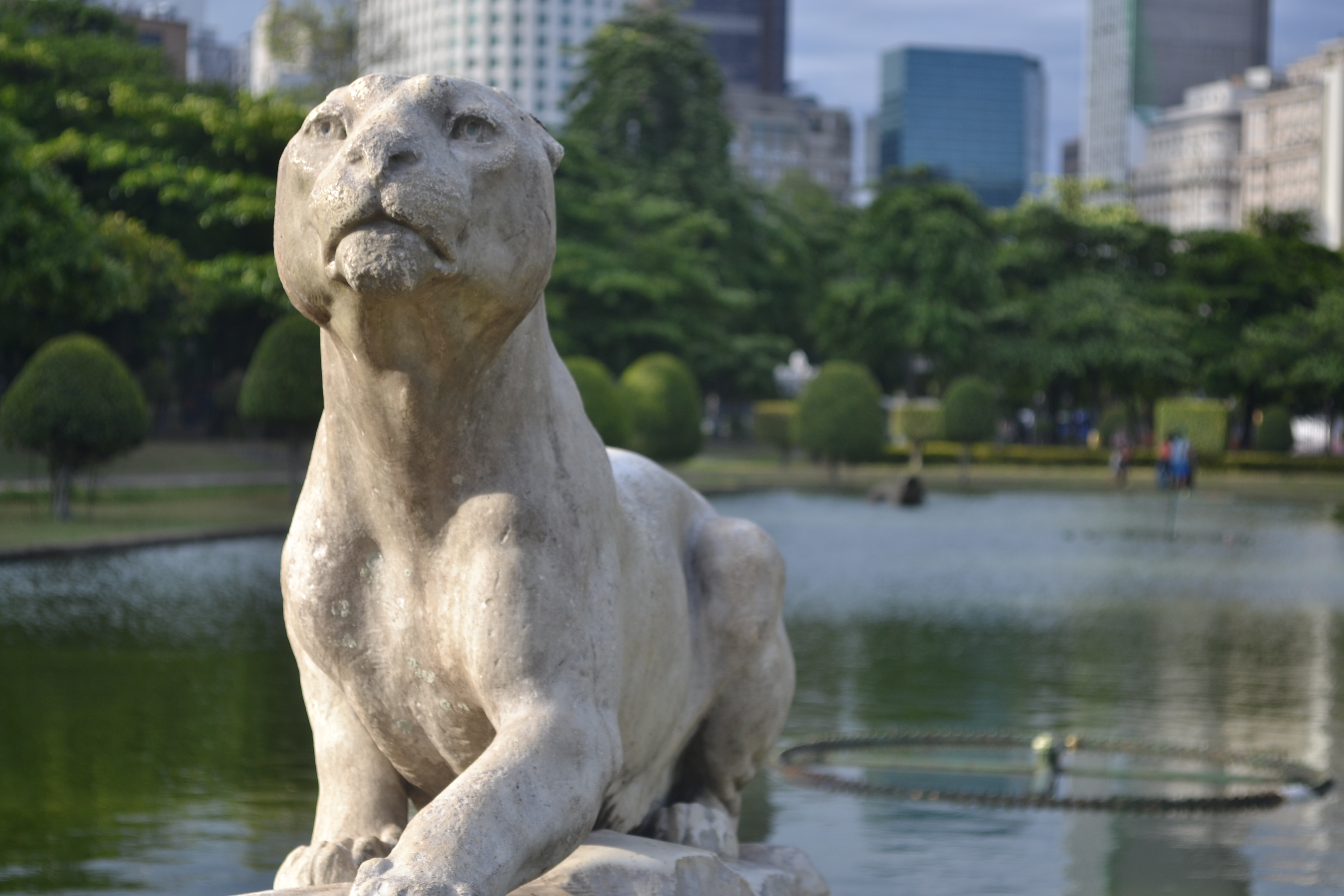
Felino em mármore de carrara

As estátuas pertencem ao renomado artista e escultor francês François Auguste Hippolyte Peyrol (França, 1856–1929). Descritas na praça como horizontal e vertical, as obras são réplicas de “La lionne couchée” e “La lionne à l'affût” respectivamente, e esculpidas em tamanho real e mármore carrara no ano de 1906.

### Busto de Carmen Gomes
O busto homenageia Carmen Gomes (Rio de Janeiro, 1900 – 1955), cantora lírica soprano que cursou a Escola Nacional de Música e estreou no Teatro Municipal do Rio de Janeiro, interpretando a "Tosca". Esposa de Elias Reis e Silva, se tornou famosa por sua carreira musical no Brasil, e em Buenos Aires por interpretar um repertório italiano.

### Efigie de Reis e Silva
O monumento a Elias Reis e Silva (Pernambuco, 1895 -  Rio de Janeiro, 1958) é uma homenagem para imortalizar o cantor lírico nacional, um dos principais tenores brasileiros e marido da também cantora lírica Carmen Gomes. A escultura foi feita por Rodolpho Bernardelli, um escultor e professor mexicano naturalizado brasileiro.

### Busto deCândido Mendes

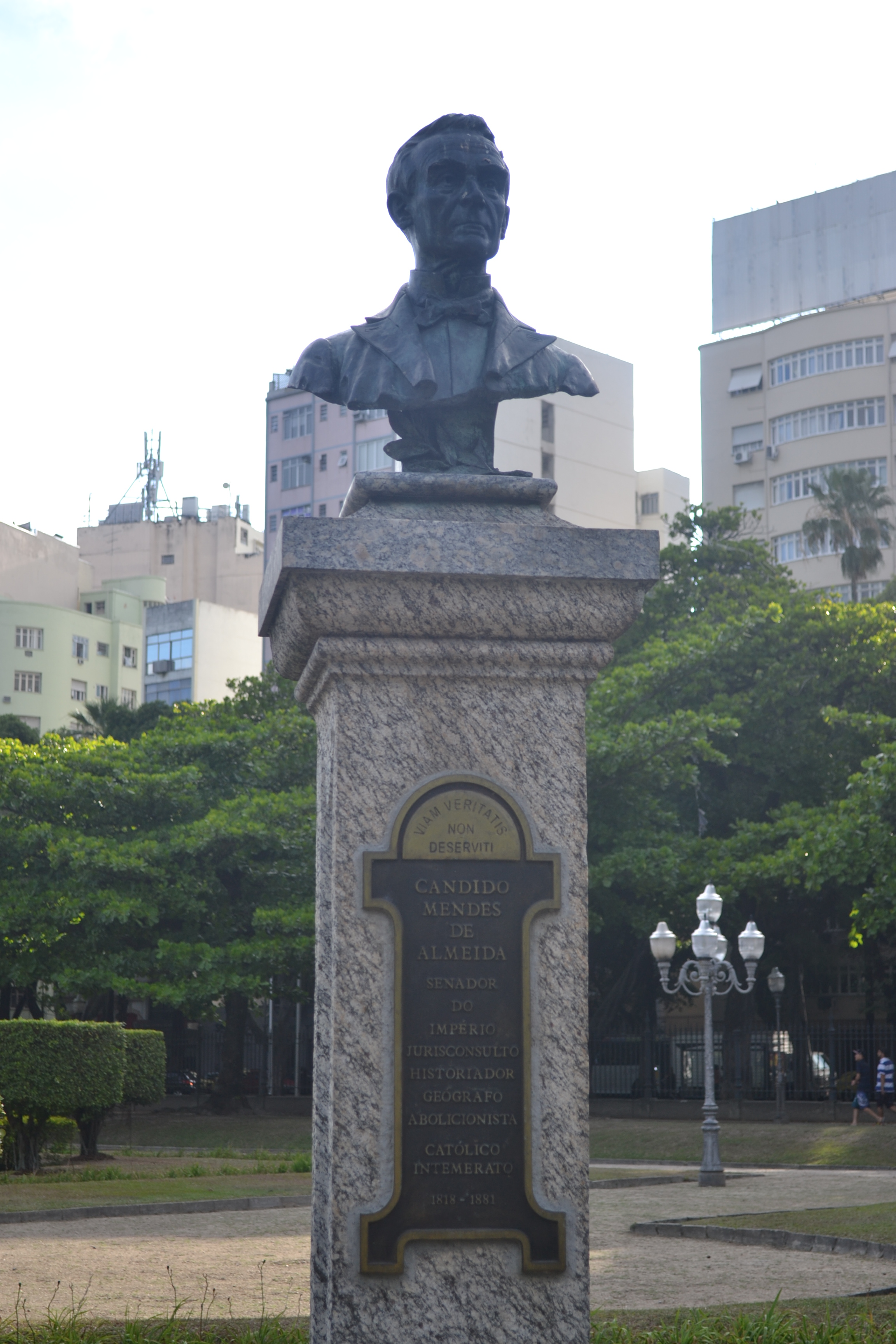
Busto de Cândido Mendes

O busto de Cândido Mendes encontrado na Praça Paris homenageia o grande educador e escritor brasileiro, membro da Academia Brasileira de Letras, que exerceu diversas funções em instituições de ensino e pesquisa nas áreas de Sociologia e Direito, além de representante do Brasil em diversas ocasiões em reuniões e organismos internacionais. O busto foi criado por Benevenuto Berna, sendo inaugurado em 24 de março de 1982, na Rua 7 de setembro, e em 24 de março de 2001, na Praça Paris.

### Busto deClóvis Beviláqua
O busto de Clóvis Bevilaqua é uma homenagem ao grande jurista cearense, membro fundador da Academia Brasileira de Letras, que organizou o projeto do Código Civil Brasileiro e representou o Brasil no Tribunal de Haia. Esse monumento foi criado por Honório Peçanha, inaugurado em dezembro de 1943.

### Busto deAffonso Celso
O busto do Conde Affonso Celso na Praça Paris trata-se de uma homenagem ao membro fundador da Academia Brasileira de Letras, nascido em Ouro Preto - MG, ele também atuou como político, professor catedrático, jornalista, historiador e escritor brasileiro. A escultura foi realizada por L. Ramos e inaugurada em 31 de janeiro de 1960.